# Zákonné platidlo
Zákonné platidlo (legal tender) je platidlo, které podle zákona nemůže příjemce odmítnout, pokud se jedná o úvěr.
Zákonné platidlo je koncept, který je často mylně pochopen jakožto výsledek rozdílných právních výkladů různých jurisdikcí. Šeky, kreditní karty, debetní karty a podobné bezhotovostní metody platby nejsou obecně definovány jako „legal tender“ - tak jsou definovány jen specifické hotové peníze a právní normy některých zemí mohou nebo nemusejí statut zákonného platidla udělit zahraniční měně.
V mnoha jurisdikcích může být platba měnou se statutem zákonného platidla odmítnuta, pokud před dobou této platby neexistoval dluh (například v případě, že splátka je mnohem vyšší než daná částka). Např. v restauracích, kde se platí až po konzumaci, musí být platba zákazníka, je-li placena zákonným platidlem ať už v jakékoli nominální hodnotě, akceptována.
Právo obchodníka odmítnout obchod v zákonném platidle znamená, že kupující nemůže (právní cestou) vyžadovat provedení koupě, a tím i vyhlášení zákonného platidla pro jiné účely než dluh (nebo kredit z hlediska banky) a jeho splácení, by pozbylo efektu.
To, že platidlo má či nemá status zákonného platidla, nesouvisí s tím, zda je kryto nějakou komoditou (např. zlatem) nebo ne.
V České republice zákon č. 6/1993 Sb., o České národní bance, prohlašuje v § 16 platné bankovky a mince vydané Českou národní bankou za zákonné peníze v jejich nominální hodnotě při všech platbách na území České republiky. Další úpravu obsahuje zákon č. 136/2011 Sb., o oběhu bankovek a mincí, a prováděcí předpisy.